# 福本幸子
福本 幸子（ふくもと さちこ、1982年5月3日 - ）は、日本の女優、ファッションモデル。アメリカ合衆国テネシー州生まれ、沖縄県北中城村育ち。ネイムマネジメント所属（マネージメント契約は田辺エージェンシー）。中国語圏での芸名はJudy（ジュディー）。

## 来歴・人物
日本人の父と台湾人の母との間に生まれたハーフである。沖縄アクターズスクール出身。13歳の頃からダンスやレッスンを始め、沖縄でモデルとして活躍後、香港の映画監督・エリック・コットと出会い、2000年に香港映画『ジュネックスコップ2』で女優デビュー。2001年、単身渡米し、ダンス・歌・演技などを学び、翌年、沖縄で本格的に芸能活動を再開。2007年から2009年にかけては台湾を中心に活動し、数々のテレビドラマやCMに出演した。2010年からは日本に活動の軸を戻す。
2011年12月20日にDA PUMPのISSAとの婚約を発表したが、2012年11月に婚約解消が明らかになった。
水中映像の制作にかかわったのがきっかけでフリーダイビングを始め、2016年には世界大会に出場を果たした。
日本語、英語、北京語、台湾語、広東語が堪能。

## 主な出演作品

### テレビドラマ
サチコ・ジュディ・福本 名義
- オキナワノコワイハナシ 八重山の口裂け女（2004年、琉球放送）

Judy 名義
- 天使のラブクーポン（2007年、中華電視公司・八大電視） - 楊妍書 役
- トキメキ!玉子チャーハン（2008年、中国電視公司・八大電視） - 仇琳 役
- 波麗士大人（2008年、台湾電視公司・三立電視） - 珍妮佛 役

福本幸子 名義
- カルテット（2011年、TBS） - 小春 役
- ダーティ・ママ!（2012年、日本テレビ） - 凛々 役
- リーガル・ハイ 第1話（2012年、フジテレビ） - 中国人女性 役
- 金田一少年の事件簿 香港九龍財宝殺人事件（2013年、日本テレビ） - ヤン・メイジン 役

### 映画
- ジュネックスコップ2（2000年、香港映画）
- 木更津キャッツアイ 日本シリーズ（2003年）
- 琉神マブヤーTHE MOVIE 七つのマブイ（2011年）- アイリ 役
- 天上の風（2012年）

### CM
- ワコール（台湾）
- ソニー（台湾）
- 台湾政府観光局
- オリオンビール 麦職人（2009年 - 2012年）